# Chris Collins (Politiker)

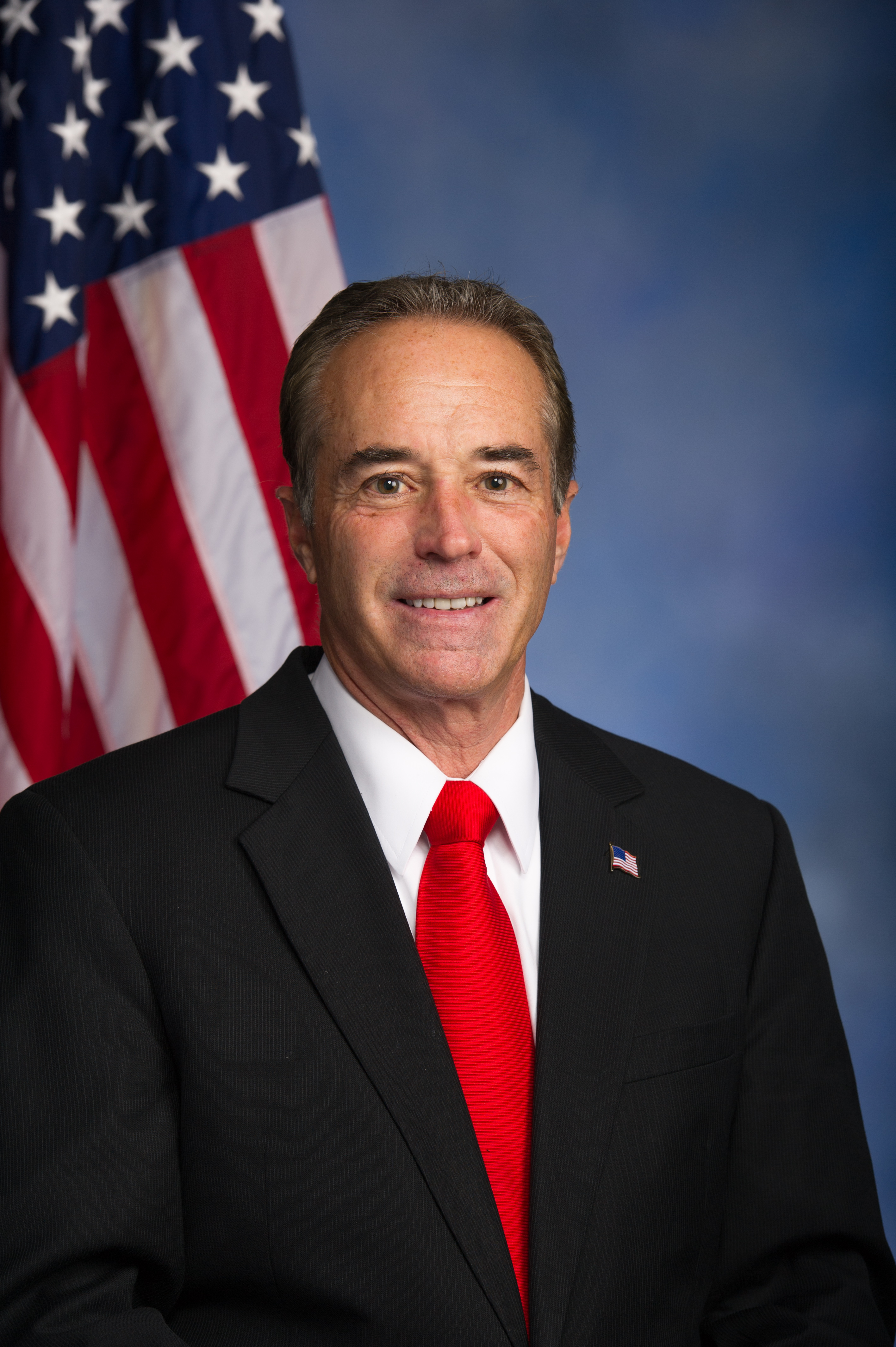
Chris Collins (2013)

Christopher Carl „Chris“ Collins (* 20. Mai 1950 in Schenectady, New York) ist ein amerikanischer Politiker der Republikanischen Partei. Von 2013 bis 2019 saß er für den 27. Kongresswahlbezirk des Bundesstaats New York im US-Repräsentantenhaus. 

## Familie, Ausbildung und Beruf
Chris Collins wuchs als Sohn des General-Electric-Mitarbeiters und späteren Vorstandsvorsitzenden der Firma General Railway Signal in Rochester Jerry Collins und seiner Frau Connie mit sechs Geschwistern an verschiedenen Orten auf. Er besuchte die Hendersonville High School in North Carolina, schloss sie 1968 ab und studierte danach bis 1972 an der North Carolina State University in Raleigh, die er mit dem Bachelor of Science in Maschinenbau abschloss. 1975 absolvierte er die University of Alabama in Birmingham mit dem Master of Business Administration und arbeitete daraufhin als privater Geschäftsmann. Von 1972 bis 1983 war er in Alabama bei der Westinghouse Electric Corporation beschäftigt. Nach seiner Rückkehr in den Bundesstaat New York fungierte Collins als Vorstandsvorsitzender der in Niagara Falls ansässigen Firma Nuttal Gear Corporation, die er 1983 gegründet hatte und 1997 verkaufte. Danach erwarb oder investierte er in andere Unternehmen unter anderem in der Biotechnologie und bei der Erzeugung regenerativer Energie.
Mit seiner Frau Mary hat Collins drei Kinder. Sie wohnen in Clarence nordöstlich von Buffalo. Collins ist Mitglied der Scouting America.

## Politische Laufbahn
Erstmals kandidierte Collins bei der Wahl zum US-Repräsentantenhaus 1998 für die Republikaner im damaligen 29. Kongresswahlbezirk New Yorks. Er unterlag mit 41 zu 57 Prozent der Stimmen dem langjährigen Mandatsinhaber der Demokraten, John J. LaFalce, obwohl er deutlich mehr als LaFalce ausgab. Im November 2007 gewann Collins mit 63,7 Prozent der Stimmen die Wahl zum County Executive und leitete vom 1. Januar 2008 bis zum 1. Januar 2012 die Verwaltung des Erie County. Er unterlag bei der folgenden Wahl im November 2011 mit 47,2 zu 52,8 Prozent dem Demokraten Mark C. Poloncarz.

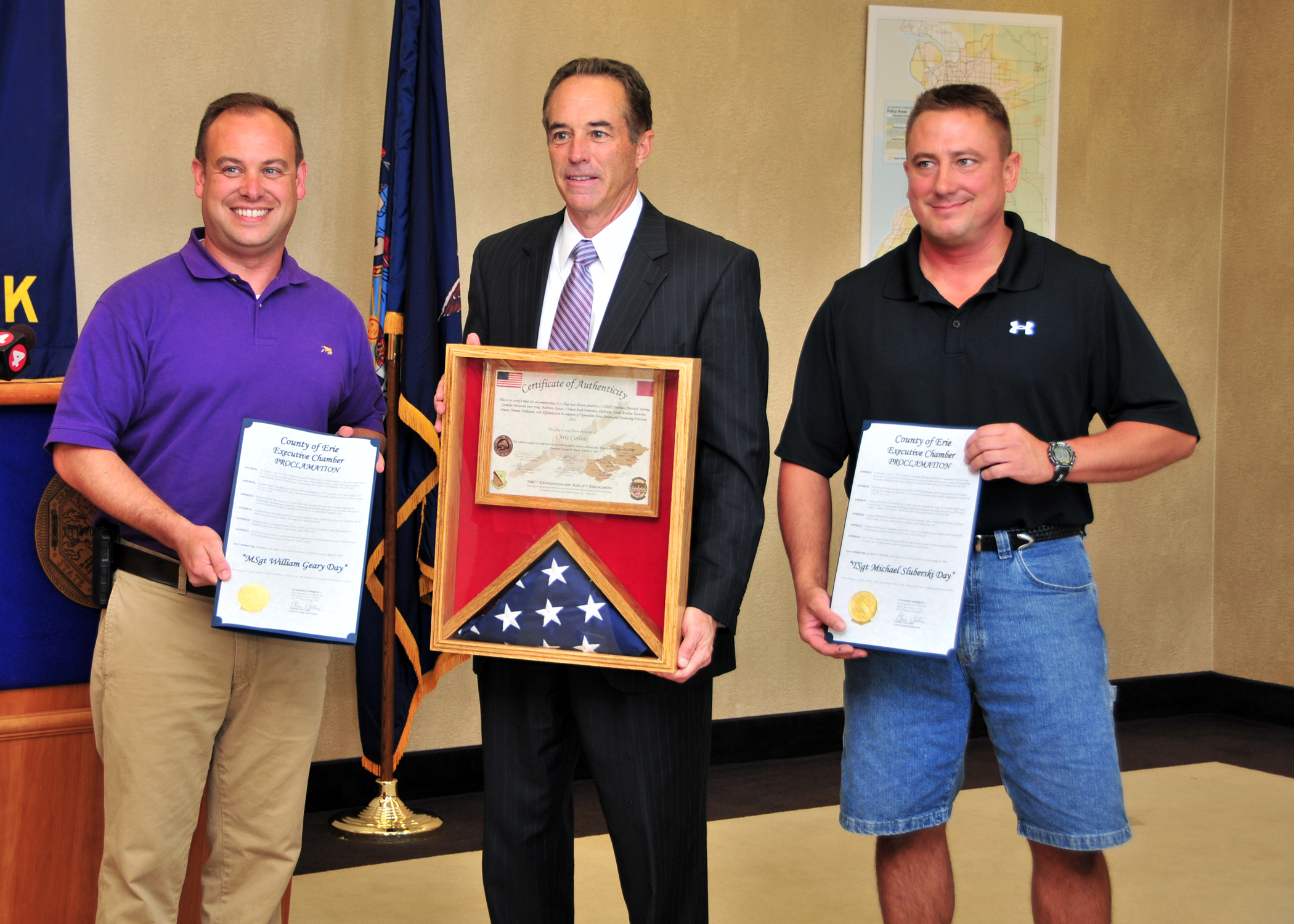
Chris Collins (m.) werden Flaggen präsentiert die während Kämpfen in Südostasien geflogen sind (2011)

Bei der Wahl 2012 wurde Collins im 27. Kongresswahlbezirk New Yorks in das US-Repräsentantenhaus in Washington, D.C. gewählt, der im westlichen Upstate New York liegt und Vorstädte von Buffalo und Rochester sowie die Finger Lakes enthält. Am 3. Januar 2013 trat Collins die Nachfolge der Demokratin Kathy Hochul an, die er bei der Wahl knapp mit 50,8 zu 49,2 Prozent geschlagen hatte. Er gewann zwei Wiederwahlen, 2014 mit 71 und zuletzt 2016 mit 67 Prozent der Stimmen; sein Mandat läuft bis zum 3. Januar 2019. Er war Mitglied in den Ausschüssen für Landwirtschaft, kleine Unternehmen und Wissenschaft, Raumfahrt und Technologie sowie in insgesamt vier Unterausschüssen. Später saß er im Ausschuss für Energie und Handel und in drei von dessen Unterausschüssen. Außerdem gehört bzw. gehörte er 36 Congressional Caucuses an.
Nach dem Wahlsieg Donald Trumps 2016 war Collins als Verteidigungsminister im Kabinett Trump I Gespräch.
Nach einer zeitweiligen Festnahme und Anklage wegen des Vorwurfs des Insiderhandels setzte er seine Kandidatur für die Wahl 2018 zeitweilig aus. Ende September 2019 bekannte sich Collins in zwei Anklagepunkten schuldig und legte sein Mandat im US-Repräsentantenhaus nieder.

## Positionen und Verbindung zu Trump

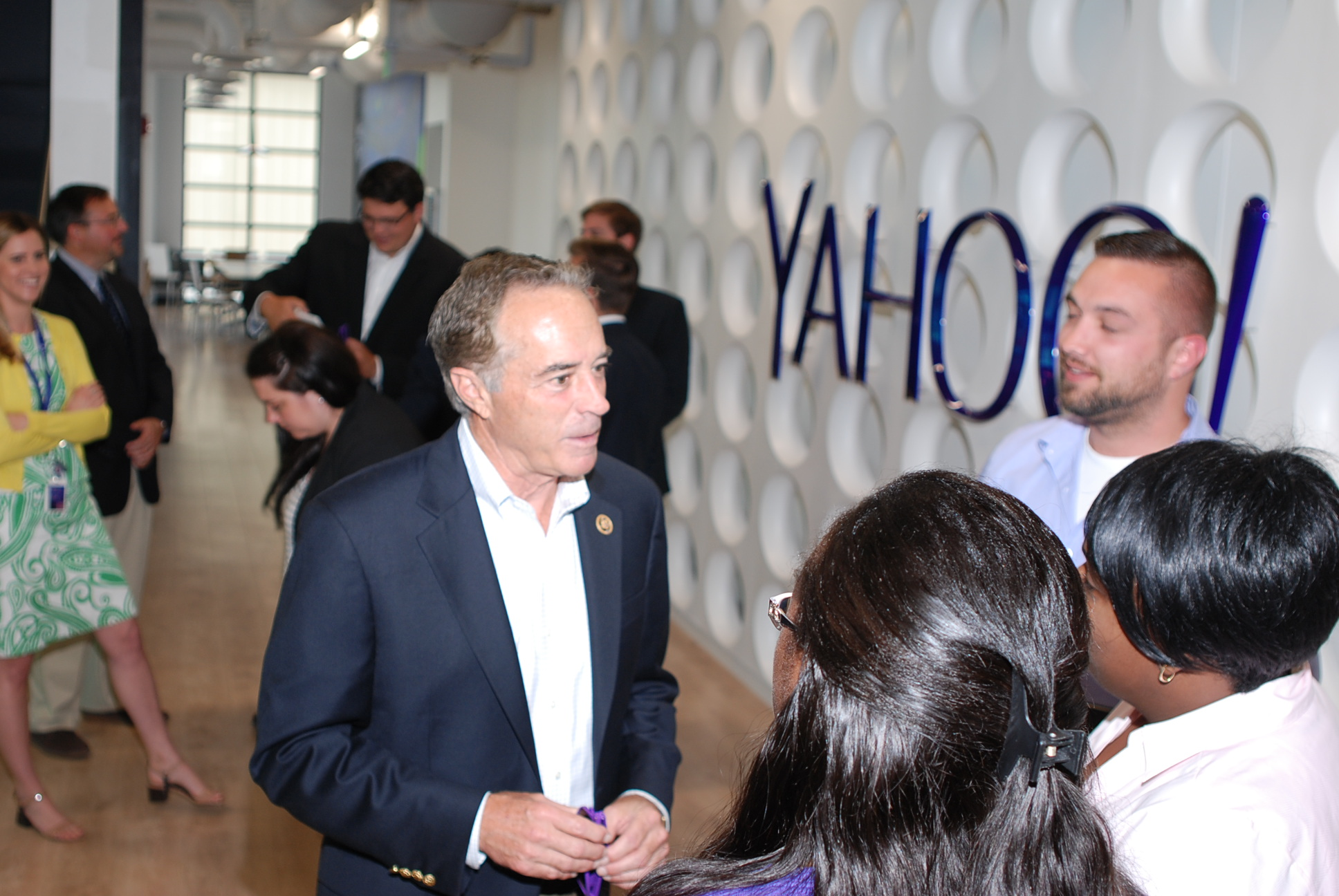
Collins besucht das Yahoo-Zentrum in Lockport (2015)

Collins war im Februar 2016 das erste Mitglied des US-Repräsentantenhauses, das Donald Trump in seinem Präsidentschaftswahlkampf unterstützte, nachdem er sich zuvor für Jeb Bush ausgesprochen hatte. Der weitgehend unbekannte Collins erhielt dadurch Profil und Aufmerksamkeit auf nationaler Ebene und diente während des Wahlkampfs und im Übergangsteam zur Präsidentschaft Trumps als Verbindungsmann zum Kongress. Auch während Donald Trumps erster Präsidentschaft zählt Collins zu dessen Verbündeten und hat häufig dessen Rhetorik und Positionen verteidigt, darunter die insbesondere im Bundesstaat New York umstrittene Steuerreform der Republikaner von Anfang 2018 und den bis in konservative Kreise kritisierten Auftritt Trumps beim Gipfeltreffen mit Wladimir Putin im Juli 2018.

## Anklage wegen Insiderhandels
Collins wurde am 8. August 2018 wegen mutmaßlichen Insiderhandels vom FBI festgenommen. Der Cook Political Report verschob daraufhin die Prognose für die Wahl im November 2018 von sicher zu wahrscheinlich für die Republikaner. Der Sprecher des Repräsentantenhauses, Paul Ryan, entfernte Collins daraufhin aus dem Ausschuss für Energie und Handel und verwies die Angelegenheit zur Untersuchung an den Ethikausschuss.
Am 11. August gab Collins bekannt, dass er seine Kandidatur für das Repräsentantenhaus im November 2018 aussetzt. Parteikollegen hatten ihn zu dem Schritt gedrängt, da sie davon ausgingen, dass er bei der Wahl keine Chance haben würde. Als Ersatzkandidaten hat sich eine Reihe von Republikanern angeboten, es ist aber unklar, ob eine Entfernung Collins’ vom Stimmzettel rechtlich zulässig wäre. Der Gegenkandidat der Demokraten, Nate McMurray, der bis Ende Juni 2018 nur 80.000 Dollar für seine Wahlkampagne zur Verfügung und als aussichtslos gegolten hatte, teilte mit, in wenigen Wochen über 100.000 Dollar Spenden gesammelt und hunderte Freiwillige rekrutiert zu haben. Mitte September 2018 gab Collins bekannt, wegen der unklaren rechtlichen Lage auf dem Wahlzettel zu verbleiben und seinen Wahlkampf wiederaufzunehmen.
Ende September 2019 bekannte sich Collins in zwei Anklagepunkten schuldig und legte sein Mandat im US-Repräsentantenhaus nieder. Eine außerordentliche Wahl für Collins’ Sitz wurde für den 28. April 2020 angesetzt, aber aufgrund der COVID-19-Pandemie auf den 23. Juni verschoben. Gewonnen wurde sie vom Staatssenator Christopher Jacobs (R).
Im Dezember 2020 wurde Collins von Trump begnadigt.